# Khemais Khablachi
Khemais Khablachi est un footballeur tunisien.

## Biographie
Lancé avec ses deux frères Youssef et Selim Khablachi, comme quasiment tous les joueurs de sa génération, par Fabio Roccheggiani, il fait partie des rares joueurs à avoir fait le lien entre la génération Roccheggiani, arrivée au sommet avec les titres de la fin des années 1960, et la première génération Nagy, consacrée durant la première moitié des années 1970. Défenseur, il est avec Ali Retima et Ahmed Zitouni l'un des titulaires de la défense du Club africain, imperméable durant trois saisons consécutives avec Hamza Mrad.

## Palmarès
- Championnat de Tunisie :
  - Champion : 1973, 1974
- Coupe de Tunisie :
  - Vainqueur : 1968, 1969, 1970, 1972, 1973
- Supercoupe de Tunisie :
  - Vainqueur : 1968, 1970
- Coupe du Maghreb des vainqueurs de coupe :
  - Vainqueur : 1971
- Coupe du Maghreb des clubs champions :
  - Vainqueur : 1974, 1975, 1976